# جيمس نوكس تايلور
جيمس نوكس تايلور (بالإنجليزية: James Knox Taylor) هو مهندس معماري أمريكي، ولد في 11 أكتوبر 1857، وتوفي في 27 أغسطس 1929.

## معرض صور

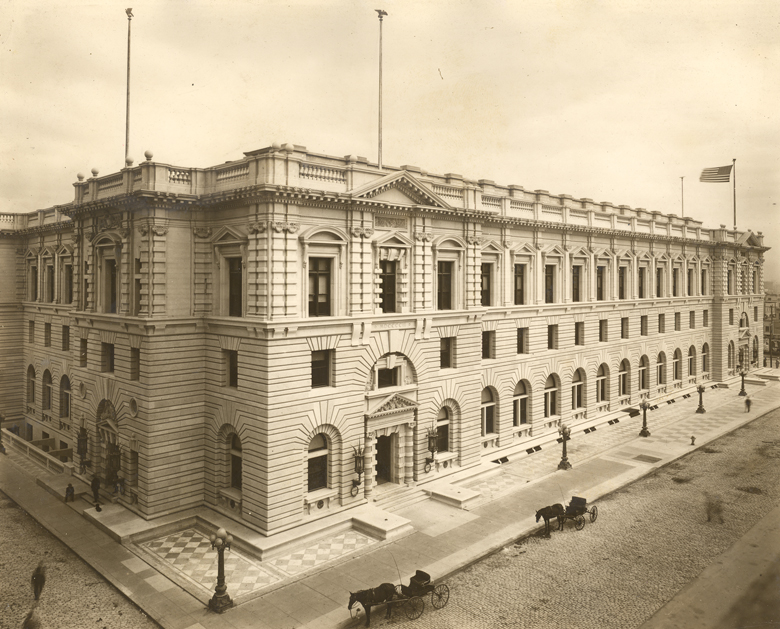
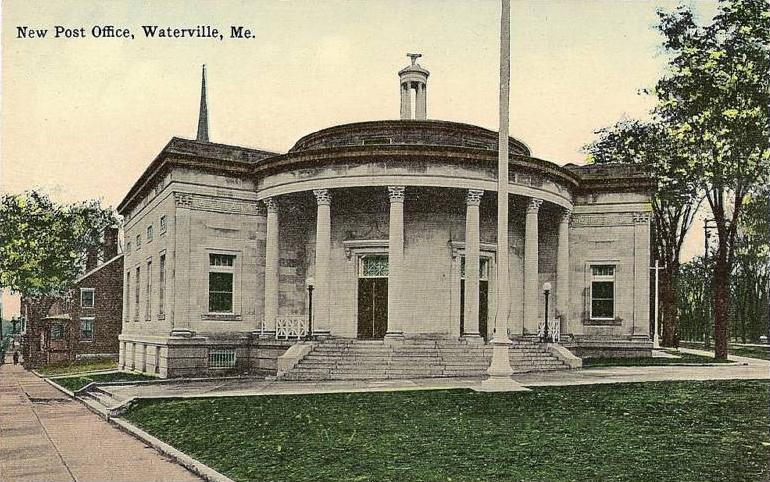
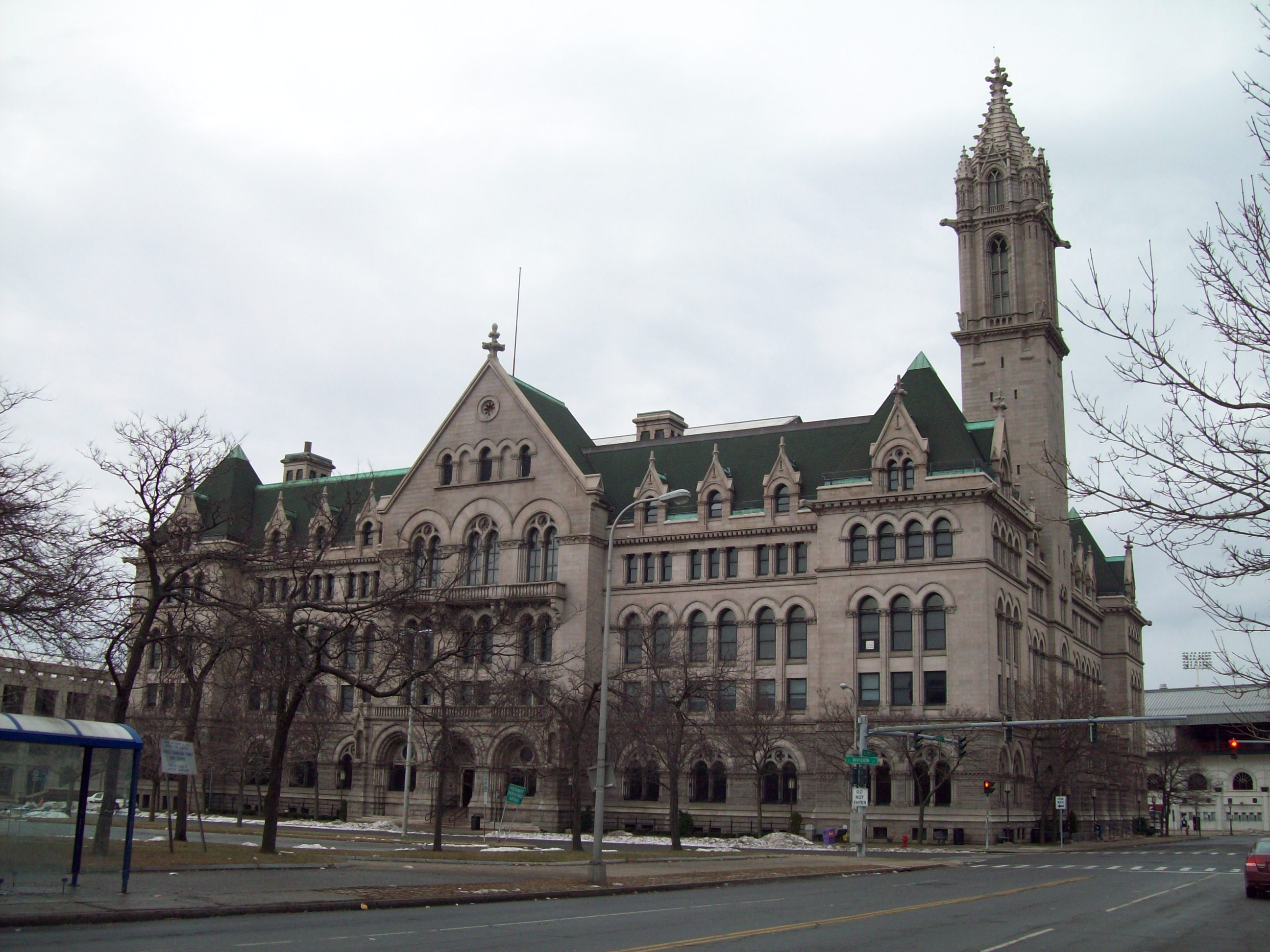
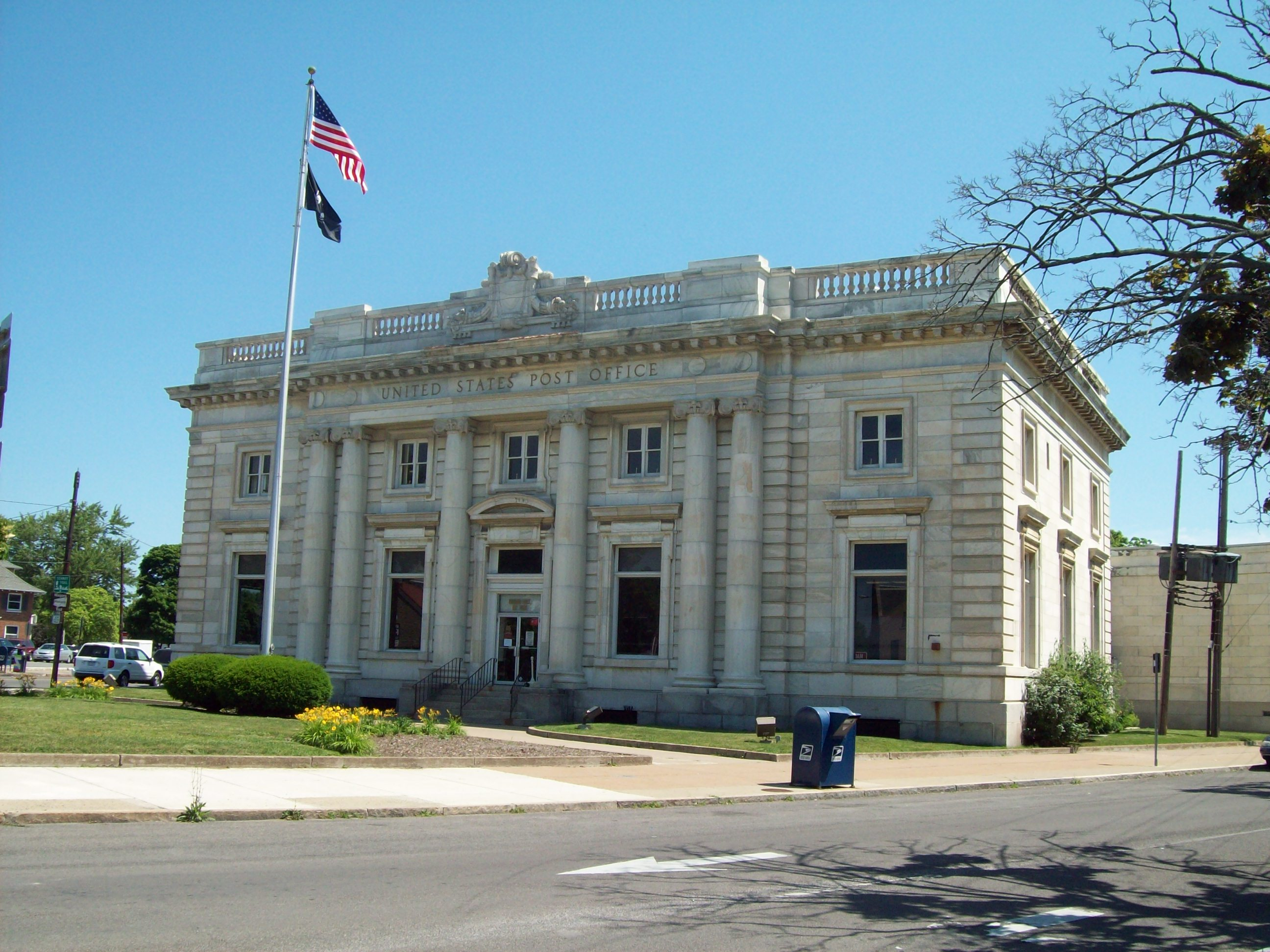
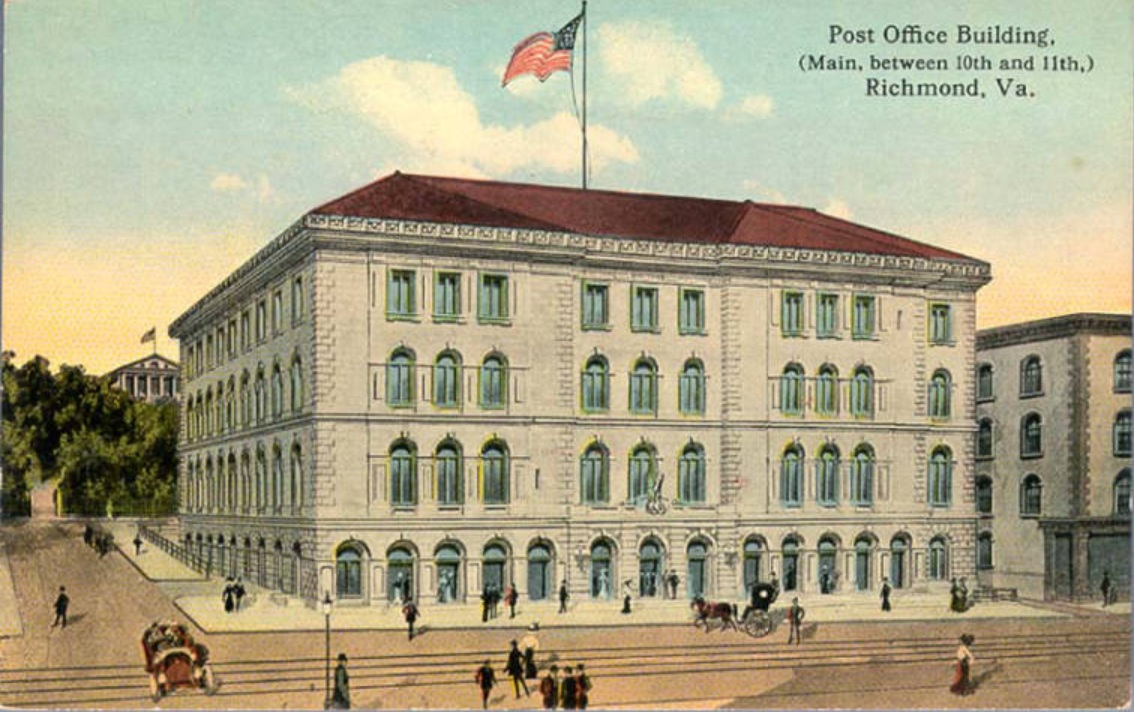
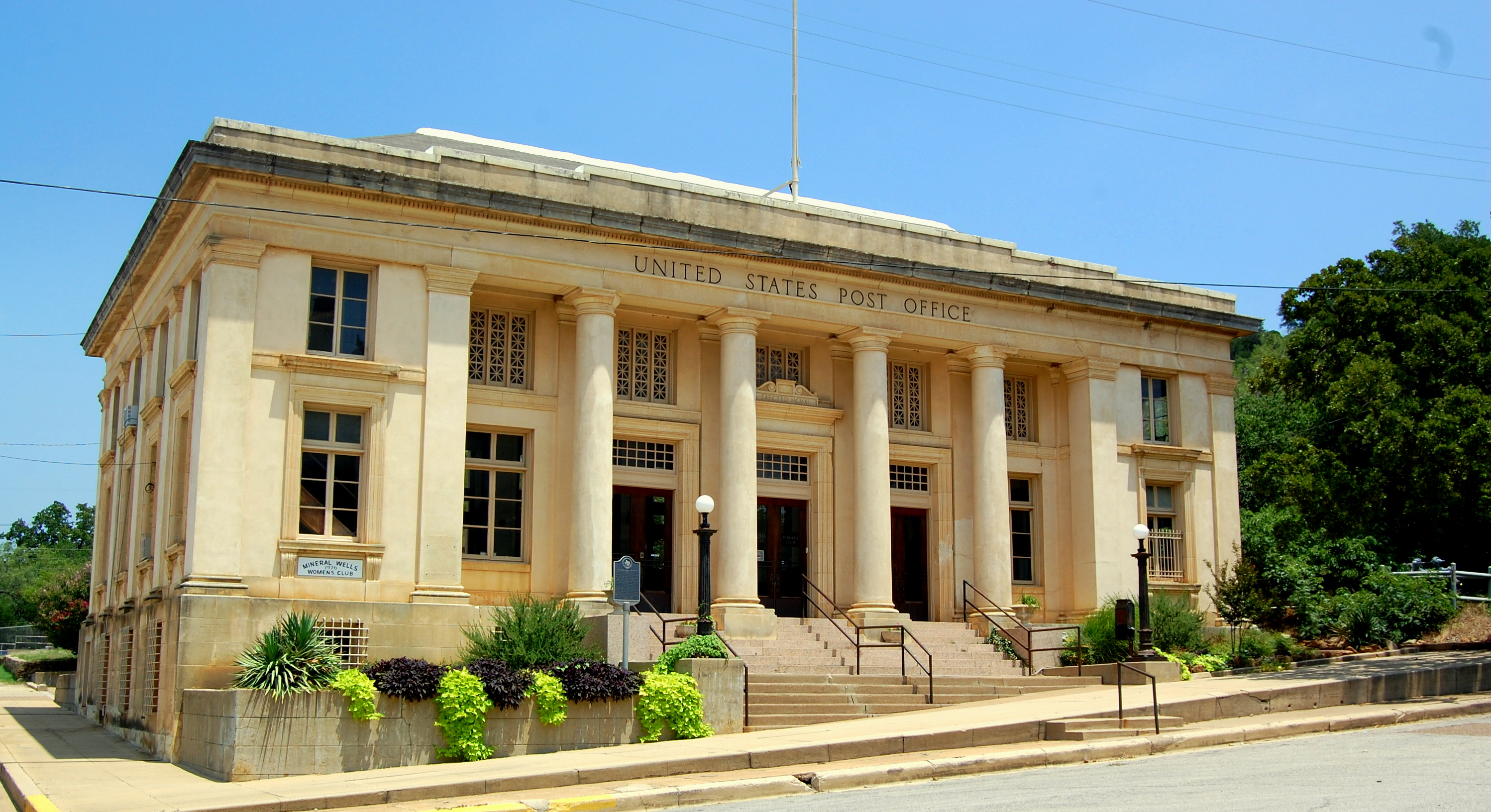